# Каспаза-8
CASP8 (англ. Caspase 8) – білок, який кодується однойменним геном, розташованим у людей на короткому плечі 2-ї хромосоми людини.  Довжина поліпептидного ланцюга білка становить 479 амінокислот, а молекулярна маса — 55 391.
| 10         |  | 20         |  | 30         |  | 40         |  | 50         |
| ---------- |  | ---------- |  | ---------- |  | ---------- |  | ---------- |
| MDFSRNLYDI |  | GEQLDSEDLA |  | SLKFLSLDYI |  | PQRKQEPIKD |  | ALMLFQRLQE |
| KRMLEESNLS |  | FLKELLFRIN |  | RLDLLITYLN |  | TRKEEMEREL |  | QTPGRAQISA |
| YRVMLYQISE |  | EVSRSELRSF |  | KFLLQEEISK |  | CKLDDDMNLL |  | DIFIEMEKRV |
| ILGEGKLDIL |  | KRVCAQINKS |  | LLKIINDYEE |  | FSKERSSSLE |  | GSPDEFSNGE |
| ELCGVMTISD |  | SPREQDSESQ |  | TLDKVYQMKS |  | KPRGYCLIIN |  | NHNFAKAREK |
| VPKLHSIRDR |  | NGTHLDAGAL |  | TTTFEELHFE |  | IKPHDDCTVE |  | QIYEILKIYQ |
| LMDHSNMDCF |  | ICCILSHGDK |  | GIIYGTDGQE |  | APIYELTSQF |  | TGLKCPSLAG |
| KPKVFFIQAC |  | QGDNYQKGIP |  | VETDSEEQPY |  | LEMDLSSPQT |  | RYIPDEADFL |
| LGMATVNNCV |  | SYRNPAEGTW |  | YIQSLCQSLR |  | ERCPRGDDIL |  | TILTEVNYEV |
| SNKDDKKNMG |  | KQMPQPTFTL |  | RKKLVFPSD  |  |            |  |            |

A: Аланін

C: Цистеїн

D: Аспарагінова кислота

E: Глутамінова кислота

F: Фенілаланін

G: Гліцин

H: Гістидин

I: Ізолейцин

K: Лізин

L: Лейцин

M: Метіонін

N: Аспарагін

P: Пролін

Q: Глутамін

R: Аргінін

S: Серин

T: Треонін

V: Валін

W: Триптофан

Член родини каспаз, задіяний у таких біологічних процесах як апоптоз, взаємодія хазяїн-вірус, поліморфізм, ацетилювання, альтернативний сплайсинг. 
Локалізований у цитоплазмі. 
За функціями належить до протеаз, а саме групи тіолових протеаз, також є фосфопротеїном.